# 以逸待勞
以逸待勞是兵法三十六計的第四計。
原文為：「困敌之势，不以战；损刚益柔。」此计意谓困敌可用积极防御，逐渐消耗敌人的有生力量，使之由强变弱，而我方因势利导又可使自己变被动为主动，不一定要用直接进攻的方法，同样可以制胜。在作战中，「以逸待勞」就表现在自己养精蓄锐，待敌疲劳混乱时，乘机出击取胜。

## 按语
此即致敌之法也。兵书云：“凡先处战地而待敌者佚，后处战地而趋战者劳。故善战者，致人而不致于人。”兵书论敌，此为论势，则其旨非择地以待敌；面在以简驭繁，以不变应变，以小变应大变，以不动应动以小动应大动，以枢应环也；如管仲寓军令于内政，实而备之。孙膑于马陵道伏击庞涓；李牧守雁门，久而不战，而实备之，战而大破匈奴，亦為成語｢養兵千日，用在一時｣之來源。

## 典故
来自《孙子·军争篇》：“故三军可夺气，将军可夺心。是故朝气锐，昼气惰，暮气归。故善用兵者，避其锐气，击其惰归，此治气者也。以治待乱，以静待哗，此治心者也。以近待远，以佚（同逸）待劳，以饱待饥，此治力者也。”
又《孙子·虚实篇》：“凡先处战地而待敌者佚（同逸），后处战地而趋战者劳。故善战者，致人而不致于人。”原意是说，凡是先到战场面等待敌人的，就从容、主动，后到达战场的只能仓促应战，一定会疲劳、被动。所以，善于指挥作战的人，总是调动敌人，而决不会被敌人调动。